# تلمبه علی اسفندیارپور
تلمبه علی اسفندیارپور روستایی در دهستان گلستان بخش گلستان شهرستان سیرجان استان کرمان ایران است.

## جمعیت
بر پایه سرشماری عمومی نفوس و مسکن در سال ۱۳۹۵ جمعیت این مکان ۵۶ نفر (۱۶خانوار) بوده‌است.